# South Yorkshire
South Yorkshire je metropolitní hrabství a ceremoniální hrabství v anglickém regionu Yorkshire a Humber.
Hraničí s hrabstvími Derbyshire (na západě a jihozápadě), West Yorkshire (na severozápadě), North Yorkshire (na severu), East Riding of Yorkshire (na severovýchodě), Lincolnshire (na východě) a Nottinghamshire (na jihovýchodě).

## Administrativní členění
Hrabství se skládá ze čtyř metropolitních distriktů:
1. City of Sheffield
2. Rotherham
3. Doncaster
4. Barnsley